# Granges-le-Bourg
Granges-le-Bourg är en kommun i departementet Haute-Saône i regionen Bourgogne-Franche-Comté i östra Frankrike. Kommunen ligger i kantonen Villersexel som tillhör arrondissementet Lure. År 2022 hade Granges-le-Bourg 381 invånare.

## Befolkningsutveckling
Antalet invånare i kommunen Granges-le-Bourg
| Referens: INSEE |